# Hans-Jürgen Brosin
Hans-Jürgen Brosin (* 21. Mai 1936 in Bleicherode; † 26. Juli 2024) war ein deutscher Meteorologe, Meeresforscher, Meereskundler und Ozeanograph.

## Leben
Nach dem Studium arbeitete Brosin von 1959 bis 1964 als wissenschaftlicher Assistent an der Universität Leipzig. Er promovierte an der Mathematisch-naturwissenschaftlichen Fakultät 1964 mit dem Thema: Der Wasserhaushalt der Boddenkette südlich des Darß und des Zingst. Unter besonderer Berücksichtigung des Wasseraustausches mit der Ostsee.
Er war seit 1965 als Meereskundler zunächst am Maritimen Oberservatorium an der Ostsee in Zingst und von 1976 bis 1990 Ozeanograph am Institut für Meereskunde Warnemünde der Akademie der Wissenschaften der DDR tätig. 1989 wurde er zum Professor berufen, nachdem er im Vorjahr den akademischen Grad eines Dr. sc. nat. an der Akademie der Wissenschaften der DDR erworben hatte. Er behandelte in seiner Dissertation B "Untersuchungen zur Anwendung von satellitengestützten Fernerkundungsverfahren für Aufgaben der Meeresforschung in der DDR".
Sein zwei Jahre jüngerer Bruder, Paul Brosin (* 1938; † 2017), war Geologe und lebte zuletzt als Bergdirektor a. D. in Erfurt.
Das Institut für Ostseeforschung Warnemünde veröffentlichte im Jahre 1996 im Rahmen der „Meereswissenschaftlichen Berichte“ H.-J. Brosins wissenschaftshistorische Arbeit „Zur Geschichte der Meeresforschung in der DDR“.

## Auszeichnung
Hans-Jürgen Brosin wurde 1987 mit dem Nationalpreis III. Klasse für Wissenschaft und Technik zusammen mit Klaus Voigt (1934–1995), Wolfgang Fennel (* 1947), Eberhard Hagen (* 1944), Hans-Ulrich Lass und Wolfgang Matthäus (* 1937) aus dem Institut für Meereskunde der Akademie der Wissenschaften der DDR für die theoretischen und experimentellen Untersuchungen zur physikalischen Ozeanographie ausgezeichnet.

## Werke (Auswahl)
- Der Wasserhaushalt der Boddenkette südlich des Darß und des Zingst. Unter besonderer Berücksichtigung des Wasseraustausches mit der Ostsee (1964).[9]
- Ozeanographische Beobachtungen im äquatorialen Atlantik und auf dem patagonischen Schelf während der 1. Südatlantik-Expedition mit dem Fischereiforschungsschiff Ernst Haeckel von August bis Dezember 1966, Mitautor Dietwart Nehring, 1968[10]
- Das Meer – Welthandel, Seeverkehr, Meer und Klima, Erforschung der Ozeane und Meere, Wärmehaushalt, Seegang und Brandung. München 1969; ISBN 978-3-405-11109-0
- Meeresforschung aus dem Weltraum. In: "Marinekalender der DDR", Jahrgang 1977, S. 217–223
- Mit Diplom-Chemiker Karl-Heinz Rhode: Probleme der Verunreinigung des Meeres, dargestellt an Beispielen der Ostsee. In Seewirtschaft, Heft 9 aus 1970, S. 708–711; ISSN 0037-0886.
- Vorstoß ins Ungewisse. (= Akzent-Reihe Band 1) Leipzig 1979[11]
- Untersuchungen zur Anwendung von satellitengestützten Fernerkundungsverfahren für Aufgaben der Meeresforschung in der DDR (1988).[12]
- Charlotte Möller (1883–1973) und die gewässerkundlichen Arbeiten am Institut für Meereskunde Berlin. In: "Historisch-meereskundliches Jahrbuch", Bd. 6 (1999) S. 19–34.

## Herausgeber
- Das Weltmeer. Frankfurt/Main 1985; ISBN 978-3-87144-814-0